# حبقيت (المهرة)

تعديل مصدري - تعديل

حبقيت هي إحدى قرى عزلة عتاب بمديرية سيحوت التابعة لمحافظة المهرة، بلغ تعداد سكانها 166 نسمة حسب تعداد اليمن لعام 2004.